# Minden (Queensland)
Minden Village ist eine kleine Ortschaft im Südosten Queenslands mit etwa 860 Einwohnern. Sie liegt ungefähr 60 km westlich der queensländischen Hauptstadt Brisbane unmittelbar neben dem Warrego Highway in Richtung Toowoomba. 
Seinen Namen erhielt Minden wahrscheinlich nach der deutschen Stadt Minden in den 1870er Jahren, als sich dort zahlreiche deutsche Einwanderer niederließen.
In der Nähe der queensländischen Siedlung Minden liegen unter anderem auch die Siedlungen Marburg, Prenzlau und Haigslea, die einst Kirchheim hieß.
Minden besitzt seit 1878 eine Schule, welche anfangs von 19 Schülern besucht wurde.
Davon abgesehen ist Minden ein ländlicher, landwirtschaftlich geprägter Ort geblieben. Heute pendeln allerdings viele seiner Einwohner zum Arbeiten in die näher gelegenen Großstädte wie Ipswich und Brisbane.
In der Umgebung, im Warrego-Tal, wird heute auch Wein angebaut, es dürfte eines der tropennächsten Weinanbaugebiete der Welt sein.  